# دينا علي
دينا علي السلوم من مواليد 29 مارس 1993، هي معلمة سعودية هربت من المملكة متجهة إلى أستراليا حيث كانت تنوي طلب اللجوء السياسي. بعدما وصلت دينا مطار مانيلا في العاشر من أبريل 2017؛ احتُجزت من طرف السلطات الفلبينية لمدة تزيد عن 13 ساعة كما أُخذَ منها جواز سفرها ليتم إعادتها للسعودية في اليوم الموالي رغمًا عنها وذلك بدعوى مخالفتها للقوانين السعودية التي تُقرّ بعدم سفر المرأة دون إذنٍ من وليّ أمرها. حاولت دينا الاتصال بالعديد من الأشخاص لمساعدتها؛ وتمكنت من تسجيل مقطع فيديو تتحدث فيه بالإنجليزية وتحكي فيه حكايتها وتطالب المساعدة من الجميع لأنها ستُقتل إذا أُعيدت إلى أهلها. حينها انتشرَ هاشتاج على موقع تويتر تحتَ عنوان #أنقدو_دينا_علي وتضامنَ معها الكثيرون إلّا أنّ المنظمات الحقوقيّة فشلت في مساعدتها فأُجبرت على العودة بالقوة إلى المكان الذي فرّت منه.

## الأحداث في مطار مانيلا
كانت تُخطط دينا لطلب اللجوء في أستراليا فاستقلت رحلة جويّة منَ الكويت إلى الفلبين آملة في الوصول لسيدني فيما بعد لكنها فوجئت في مطار مانيلا باحتجازها ومصادرة جواز سفرها. حينها صوّرت دينا مقطعَ فيديو تتحدث فيه وتطلبُ الدعم والمساعدة لأن عودتها لعائلتها ستعني قتلها. تبيّن فيما بعد أنّ دينا فارّة من أسرتها كما اتضح بأن عائلتها وأعمامها تحديدا خلف حجزها ومصادرة جوازها. ليس هذا فقط؛ بل صُودر هاتفها النقال مما اضطرها لاستخدام جهاز إحدى المسافرات للمراسلة.
أثارَ هروب دينا جدلًا وضجة كبيرة في السعودية وخارجها فطالبَ حقوقيون ونشطاء في المجتمع المدني مساعدة دينا وعدم إعادتها للسعودية كما حاول البعض مقابلتها بالمطار لكنّ السلطات رفضت ذلك. بالرغمِ من كل ذلك؛ سُلّمت دينا في نهاية المطاف لعائلتها التي أجبرتها على العودة للرياض.
خلّف خبر عودتها استياءًا كبيرًا خاصّة أنّها كانت قد أقرت باحتمالية تعرضها للقتل في حالة ما أُعيدت للملكة؛ حيث قالت:
اسمي دينا علي، وأنا امرأة سعودية أهرب من السعودية إلى أستراليا سعيا للجوء. توقفتُ في الفلبين في رحلتي وأخذوا جواز سفري واحتجزوني 13 ساعة لأني امرأة سعودية وقد تمّ ذلك بالتعاون مع السفارة السعودية... إذا جاءت عائلتي سيقومون بقتلي وسأموت إذا عدت إلى السعودية. أرجوكم ساعدوني. أنا أسجل هذا الفيديو طلبًا للمساعدة ولتعلموا أنني حقيقية وموجودة هنا. الحكومة الفلبينية والسعودية تنتهكان حقوق الإنسان والقانون الدولي، ويحتجزوني هنا كمجرمة ولا يمكنني أن أفعل أي شيء ولا يمكنني الخروج، لقد أخذوا جواز سفري وكل أوراقي لأنهم ينتظرون وصول أسرتي لتأخذني وهم يريدون قتلي. إذا حدث أي شيء لي فهذا مسؤولية الخطوط الجوية الفلبينية والحكومة السعودية.
 خلال محنتها؛ التقت دينا سيّدة كندية تُدعى ميجان خان. هذه الأخيرة سمحت لدينا باستخدام هاتفها وذكرت فيما بعد الحادثة:
«دينا علي هي شخصية حقيقية. تبلغ من الطول حوالي 1.57، صغيرة البنية، ذات عيون بنية جميلة وشعر غامق قصير. إنها ذكية، شجاعة ولطيفة، قلت لها إنها اجتماعية جدا وابتسمت وقالت لي إنها عادة شخص خجول، كانت ترتدي جينز أزرق وسترة زرقاء عندما التقيت بها، وقالت لي أنها نزعت البرقع وستقوم بحرقه لكني أخدتهُ منها ثمّ غسلت وجهها.... لقد بكت كثيرا عندما كانت ترتديه».
كيف التقيت دينا؟ كنت جالست بمفردي في مطار مانيلا، محطة 2، في غرفة انتظار نقل، أعمل على جهاز الكمبيوتر المحمول. جاءت دينا لي وطلبت مني استخدام هاتفي. سألتها لماذا وقالت انها تحتاج إلى استخدام سناب شات وكان هناك شيء خاطئ في رحلتها. فوافقت واتصلت بهاتفي إلى واي فاي مجانا وسمحت لها لاستخدامها. كان هذا في 10 أبريل تقريبا. 10:30 صباحا. أخبرتني دينا أنها كان من المفترض أن تغادر إلى سيدني الآن ولكنهم أخذوا جواز سفرها وجميع الاستراليين قد غادروا للتو، وأنها لن يسمح لها بالذهاب. قلت لها أن هذا غريب وأنها أظهرت لي صورة من بطاقة الصعود إلى الطائرة، والتي تبين كان الصعود وقت 10:30 صباحا وهو تقريبا. في الوقت الحالي في الوقت الراهن. قالت لي أيضا إن رجلا كان قد جاء للتو لها قبل أن تأتي لي وكان من السفارة السعودية. وقالت إنه أمسك ذراعها وكان يحاول إخراجها من الغرفة، وأنها قامت بالتمرد وغادرت. ذهبت إلى مكتب الاستقبال وسألتهم عما يجري مع رحلتها وقالوا لي تأخرت رحلتها. لذلك قلت لهم أن يشرحوا ما يعنيه ذلك لأنها مؤكدة ومهتمة. عدت على جهاز الكمبيوتر المحمول وفحصت على الإنترنت ورأيت الرحلة بيأر 213 كانت تغادر الساعة 11:30 صباحا وتأخرت وقلت لها أنها تأخرت لكنها كانت لا تزال غريبة لأنها يجب أن يسمح لها بالذهاب إلى بوابتها. عادت إلى مكتب الاستقبال ورجعت إلى البكاء قائلة إنهم لم يساعدوها أو يستمعوا إليها. وقالت إنها في خطر وأعمامها قادمون لقتلها وأنها تحتاج إلى الوصول إلى أستراليا. سألتها لماذا وقالت في بلدها المرأة ليس لها حقوق وتريد أن تذهب إلى بلد المرأة لديها حقوق مثل، كندا، أو الولايات المتحدة الأمريكية، أو أستراليا. سألتها لماذا اختارت أستراليا؟ وقالت إنها معلمة، وفي حين كان من المفترض أن تعمل لأنها وضعت معها الأوراق للحصول على تأشيرة، وكانت أستراليا أسهل مكان للحصول على أوراق السفر دون ان تشتبها بها عائلتها. هنا عندما أدركت كيف كانت الأمور خطيرة وكانت في خطر وسألتها ما ينبغي أن نفعله الآن. استخدمت هاتفي لإخبار أصدقائها بما حدث. بعد ذلك، بدأنا ندعو الجميع وأي شخص يمكن أن يساعد وجميع الأرقام أصدقائها كانوا يرسلون لنا على سناب شات وال واتساب. (نقلا عن ميغان خان).
وقد أثارت حالتها غضبا عالميا على تويتر ومواقع التواصل الاجتماعي الأخرى، مع الملايين من المتعاطفين في جميع أنحاء العالم. باستخدام هاشتاج #أنقدو_دينا_علي. في البداية، نفى المسؤولون الفلبينيون أي علم بدينا المحتجزة.ومع ذلك، أكدوا في وقت لاحق أن دينا اعتقلت، ولكن حاول نقلوا اللوم على الحكومة السعودية وشركات الطيران، «فيما يتعلق بالهجرة، لم نكن نحمل أي مواطن سعودي». وقالت المتحدثة إنه إذا كان لسلوم كانت راكبى ا عابرة، ثم لم تكن قد مرت عبر الهجرة، وكان من شأنه أن يكون لشركة الطيران أن تقرر ما حدث لها. وقد اعتبرت حكومة فلبينيو على نطاق واسع رد فعلها الضعيف على الوضع من قبل العديد من المجموعات، بما في ذلك مدير كينيث روث، الذي وصفه بأنه مروع.
وقالت دينا لعمال المطار انها كانت في خطر طوال الوقت. عدة مرات بكت هستيريا لهم أنها تحتاج إلى مساعدة. تجاهلوها. رأيت نفسي كانوا ينظرون إليها مثل أنها لم تكن موجودة. كانت مفيدة عندما سألت أسئلة عن رحلاتي الخاصة وعندما سألت عن دينا، أعطوني المزيد من المعلومات التي أعطوها. قالوا لي إنهم لا يعرفون أكثر من شخص مهم يدعونهم ويطلبون منهم أن يحملوا وثائقها ولا يسمحون لهم بالمغادرة. قالوا لي إنهم سيعطونها المزيد من المعلومات كلما اكتشفوا ولكنهم لم يفعلوا ذلك. وصلوا أعمامها بينما كانت تحاول أكل شطيرة وكنت أحاول الاتصال بالإنترنت لإرسال الفيديو الذي سجلته للتو. كنت أبحث في اتجاه آخر ولاحظت دينا عندما جاءوا، وكنت أعرف شيئا خاطئا. بدا لها بالرعب وأنها همست لي، ميغان، ميغان هم هنا، ارسلي الفيديو، ارسلي الفيديو. سألت، هؤلاء هم أعمامك وقالت نعم. عندما اقترب الرجال منا، مع امرأة، كانوا يبتسمون وتبدو ودية. جلسوا معنا وقلت مرحبا وبدأ دينا في البكاء. قالت ميغان، هل يمكنني التحدث معك على انفراد وقلت نعم، واتخذت هاتفي وكان لدينا كلا البطانيات الجوية الفلبينية الزرقاء ملفوفة من حولنا وذهبنا إلى الحمام. امرأة اتبعتنا وأنا همست وقله دينا انها وراءنا، وأنا إرسل الفيديو وسوف التقط الصور، دعونا نعود. لذلك عدنا وجلست بعيدا، وأخذت الصور التي على الإنترنت من الرجلين ودينا. هؤلاء هم أعمامها وهناك امرأة، تلك المرأة التي جاءوا معها. قالت لي دينا بعد أن كانت من سفارة الكويت.
```
(نقلا من ميغان خان)
```

في الفيديو الذي يظهر على تويتر تظهر دينا تتجادل مع المرأة التي عرفتها دينا لميغان على انها ممثل من سفارة الكويت قائلا: «ليس أبي، إنه ليس أبي، فهو ليس أبي، أنت لا تساعد، أنت لا تعرفه» في إشارة إلى عمها.
المعلومات الوحيدة المقدمة، ان سبب توقيف دينا عن نقلها إلى سيدني من قبل سلطات المطار الفلبينية كان ورائه شخص مهم جدا قد اتصل بهم وقال لهم أنه يحمل وثائقها دون مزيد من المعلومات وأن لا يقولوا لدينا أي شيء.

## الوصول إلى الرياض
وأفاد ناشطون سعوديون بأن دينا شوهدت إلى البلاد على كرسي متحرك، في حين قال ركاب عدة لرويترز أنهم رأوا امرأة تحمل على متن الطائرة تصرخ. "سمعت سيدة تصرخ من الطابق العلوي، ثم رأيت رجلين أو ثلاثة يحملونها.
وظهر تجمع نادر من حوالي 10 ناشطين سعوديين في منطقة الوافدين في مطار الرياض حوالي منتصف الليل في 12 أبريل 2017، بعد أن بدأ تداول الهاشتاج على تويتر. حث الناس على «استقبال دينا في المطار». وقد تم اعتقال اثنين منهم، طالبة طبية تبلغ من العمر 23 عاما يدعى علاء العنزي و27 عاما من الذكور بعد الاقتراب من أمن المطار حول القضية. وقالت شقيقتها ندى إن مسؤولين في المطار قالوا لها أن ألنازي قد أرسل إلى مركز للشرطة في وسط الرياض، لكنها قالت إنها لم تتمكن من تأكيد مكان شقيقتها.
وقال الصحفي فيفيان نيريم، المقيم في المطار انه لا توجد أي علامات على الفتاة، الا انه اكد ان اللجنة السعودية لحقوق الإنسان تتابع القضية. وقالت إن 2 من الفلبينيات على متن الطائرة وصفت امرأة تحملها، وقالت إنها كانت تصرخ: "لكنها على ما يرام الحمدولله". # استقبلو_دينا_بالمطار "، مما يشير إلى أنها أحضرت على متن الطائرة ضد إرادتها وهو غير قانوني في الفلبين. وقال شهود آخراون أنهم سمعوا صراخها للحصول على المساعدة، ولكن كان من المستحيل تحديد حالتها لأنها كانت مغطاة.
وأكدت السفارة السعودية في الفلبين أن المواطنة عادت إلى السعودية، مضيفة أن ما حدث كان «قضية أسرية».
وقد احتل هذا الحدث طليعة حقوق المرأة في المملكة العربية السعودية وقوانين الوصاية على الإناث. وبينما هرع بعض مستخدمي وسائل التواصل الاجتماعي إلى مساعدات دينا، دعا آخرون إلى قتل دينا بسبب الانسحاب من المجتمع الأبوي السعودي.

## المكان الحالي
قالت الجهاني أن أعمام دينا ضربوها وأخبروها أنها ستقتل، عندما هبطت في السعودية. وقالت جهاني في فيديوها العاطفي: «من الأرجح أنها ليست على قيد الحياة». وانتقدت المنظمات الحقوقية لفعلها القليل للمساعدة في الوضع، ثم دعت الناس إلى عدم الصمت. وقال محمد المعادى من لجنة حقوق الإنسان التي تقودها الحكومة في السعودية ان المنظمة سوف تنسق مع وزارة التنمية الاجتماعية السعودية لجمع المعلومات حول القضية.
وسط الاحتجاج العام المستمر مكان دينا الحالي مجهول. دعت هيومن رايتس ووتش السعودية إلى الكشف عما إذا كانت لسلوم مع عائلتها أم محتجزة من قبل الدولة في ملجأ. "إذا كانت الدولة تحتجزها، فيجب على السلطات أن تفصح عن تحت أي شروط يتم احتجازها، بما في ذلك ما إذا كانت ومأوى بناء على طلبها، وما إذا كانت تتمتع بحرية الحركة والقدرة على الاتصال بالعالم الخارجي.